# Gare d’Esvres
Gare d'Esvres vasútállomás Franciaországban, Esvres településen.

## Vasútvonalak
Az állomást az alábbi vasútvonalak érintik:
- Joué-lès-Tours-Châteauroux-vasútvonal

## Kapcsolódó állomások
A vasútállomáshoz az alábbi állomások vannak a legközelebb:
- Gare de Veigné (Gare de Tours)
- Gare de Cormery (Gare de Loches)